# Саскачеван (река)
Саскачеван (енгл. Saskatchewan River) је река у Канади, која тече од запада ка истоку кроз провинције Саскачеван и Манитоба. Име реке потиче од Кри индијанаца и значи брза река.
Настаје спајањем Северног и Јужног Саскачевана у централним деловима провинције Саскачеван, на неких 40 km источно од града Принц Алберт на 380 метара надморске висине. Обе главне притоке које чине ову реку извиру са глечера на Стеновитим планинама на крајњем југозападу провинције Алберте. Улива се у језеро Винипег код насеља Гранг Рапидс. Надморска висина ушћа је 222 метра. Преко реке Нелсон која је отока овог језера повезана је са Хадсоновим заливом. 
Укупна површина слива је 335.900 km², односно преко Саскачевана се одводњава велики део канадске прерије и један мали део на крајњем северозападу америчке савезне државе Монтана. Укупан пад реке је 158 метара или 0,29 м/км тока. 
Хидропотенцијал ове реке искориштен је за производњу електричне енергије изградњом три велике хидроелектране, две у Саскачевану и једне у Манитоби. 
Од најранијих времена ова река и њене притоке су играли важну улогу као главни саобраћајни правац у региону. Први европљанин који је открио ову реку био је Хенри Келси 1690. који је путовао по наруџби Компаније Хадсоновог залива. Келси је тако био и први европљанин који је открио унутрањшост канадске прерије.